# Zelus
Zelus (лат.) — род клопов-хищнецов из семейства Reduviidae (Harpactorini, Harpactorinae). Имеют значение в биологической борьбе с вредителями сельского хозяйства.

## Распространение
Неарктика и Неотропика (от Канады до Аргентины). Один вид был интродуцирован на Гавайские острова, острова Полинезию и в Европу (Греция и Испания).

## Описание
Длина тела от 8 до 25 мм, узкие (соотношение длины и ширины тела равно 4—5), ноги тонкие и длинные. Основная окраска желтовато-коричневая, красновато-коричневая, оранжево-коричневая и коричнево-чёрная до полностью чёрной. Отличаются цилиндрической формой головы.
Хищники, выбирающие в качестве жертв гусениц бабочек и других насекомых.
Большие концентрации сотен клопов на некоторых растениях связывают с мутуалистическими взаимоотношениями с муравьями Allomerus decemarticulatus Mayr.

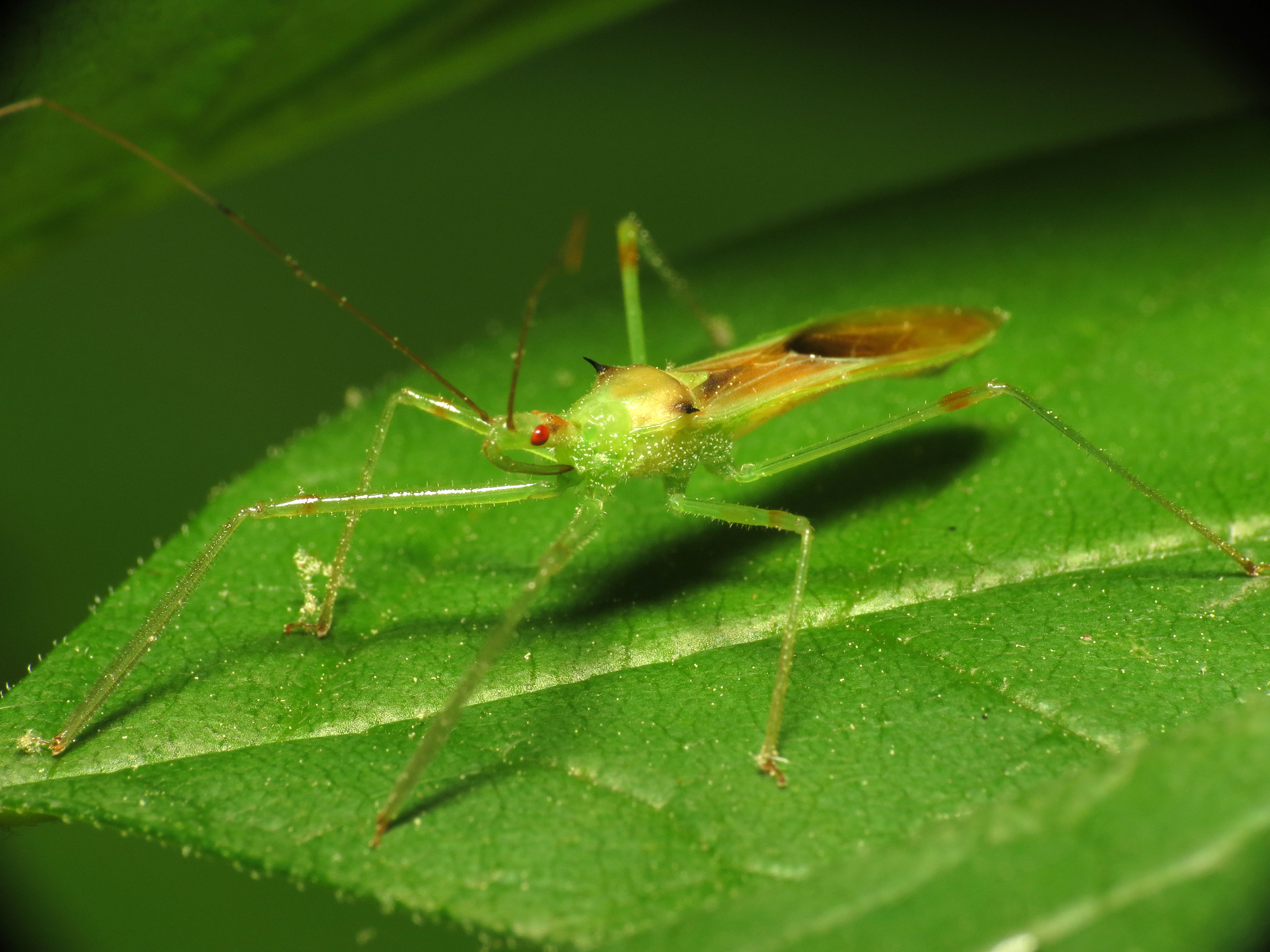
Zelus luridus
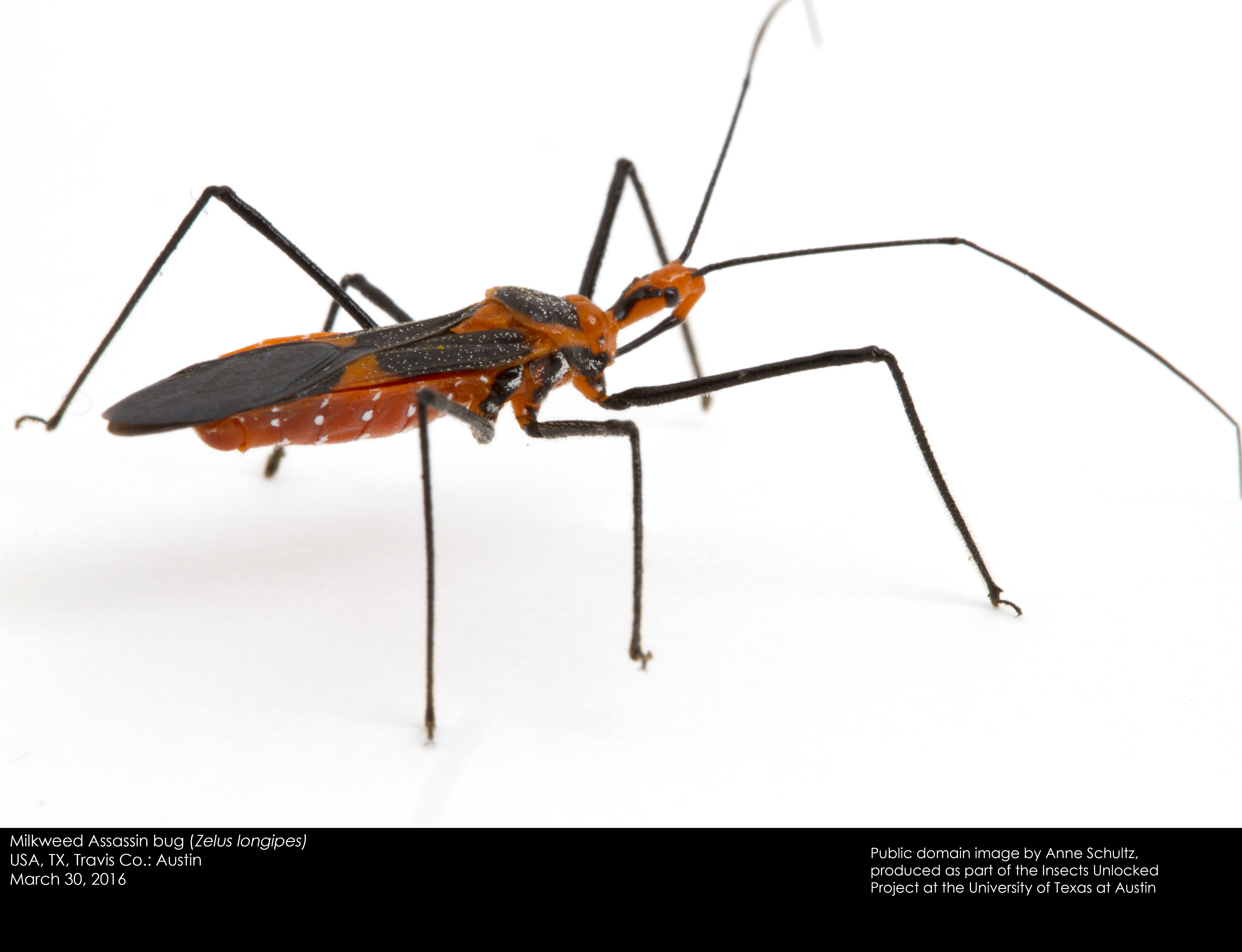
Zelus longipes
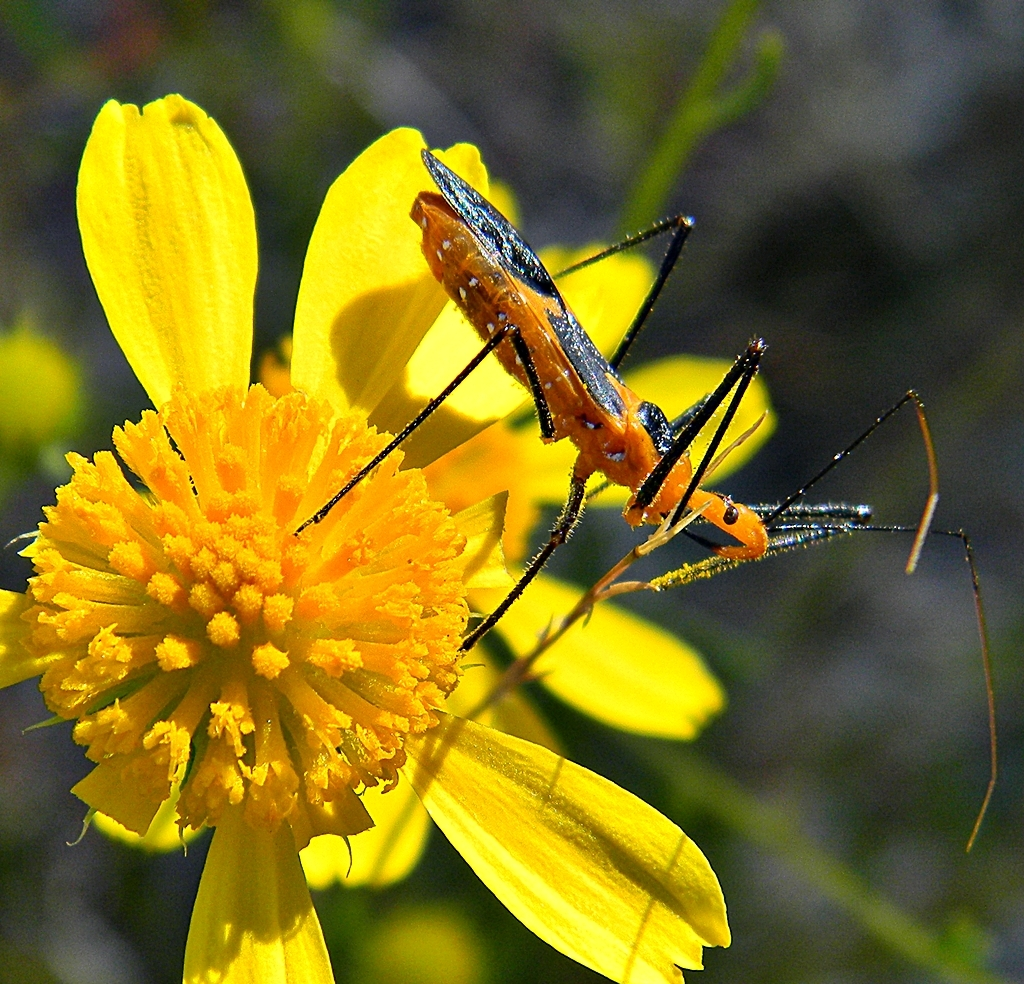
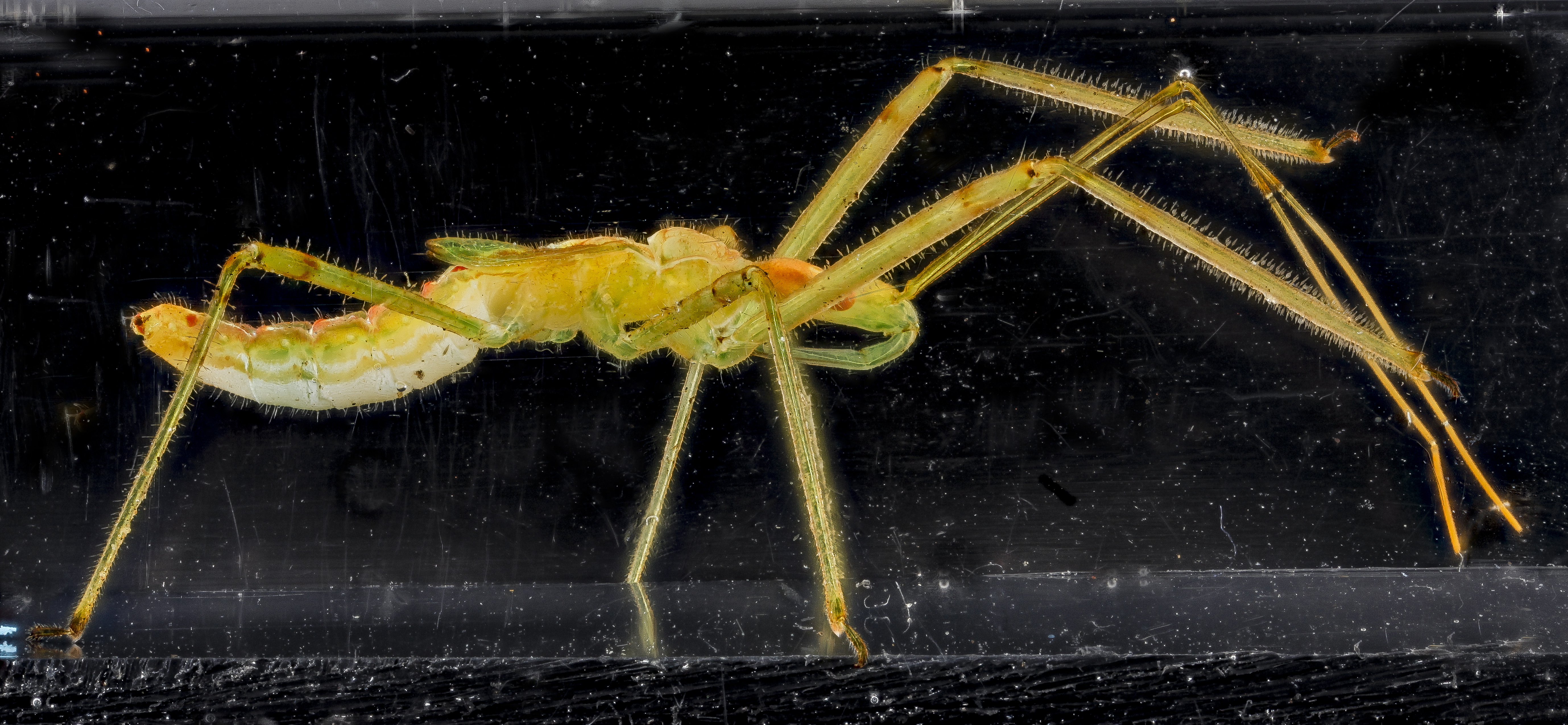

## Систематика
Более 70 видов. Род был впервые описан в 1803 году датским энтомологом Иоганном Фабрицием (Fabricius ; 1744—1808). Близок к родам Atopozelus Elkins и Ischnoclopius Stål.
- Zelus aithaleos Zhang & Hart, 2016
- Zelus amblycephalus Zhang & Hart, 2016
- Zelus ambulans Stål, 1862
- Zelus annulosus (Stål, 1866)
- Zelus antiguensis Zhang & Hart, 2016
- ?Zelus araneiformis Haviland, 1931
- Zelus auralanus Zhang & Hart, 2016
- Zelus bahiaensis Zhang & Hart, 2016
- Zelus banksi Zhang & Hart, 2016
- Zelus casii Zhang & Hart, 2016
- Zelus cervicalis Stål, 1872
- Zelus championi Zhang & Hart, 2016
- Zelus conjungens Stål, 1860
- Zelus cordazulus Zhang & Hart, 2016
- Zelus couturieri (Bérenger, 2003)
- Zelus exsanguis Stål, 1862
- Zelus fuliginatus Zhang & Hart, 2016
- Zelus gilboventris Zhang & Hart, 2016
- ?Zelus gradarius Bergroth, 1905
- Zelus gracilipes Zhang & Hart, 2016
- Zelus grandoculus Zhang & Hart, 2016
- Zelus kartabensis  Haviland, 1931
- Zelus kartaboides Zhang & Hart, 2016
- Zelus laticornis  Herrich-Schaeffer, 1853
- Zelus leucogrammus (Perty, 1833)
- Zelus lewisi Zhang & Hart, 2016
- Zelus longipes (Linnaeus, 1767)
  - =Cimex longipes Linnaeus, 1767
- Zelus luridus Stål, 1862
- Zelus means Fabricius, 1803
- ?Zelus modestus (Stål, 1862)
- Zelus panamensis Zhang & Hart, 2016
- Zelus paracephalus Zhang & Hart, 2016
- Zelus pedestris Fabricius, 1803
- Zelus renardii Kolenati, 1857
- Zelus rosulentus Zhang & Hart, 2016
- Zelus russulumus Zhang & Hart, 2016
- Zelus spatulosus Zhang & Hart, 2016
- ?Zelus subfasciatus  Stål, 1860
- Zelus tetracanthus Stål, 1862
- Zelus truxali Zhang & Hart, 2016
- Zelus umbraculoides Zhang & Hart, 2016
- Zelus umbraculus Zhang & Hart, 2016
- Zelus versicolor  Herrich-Schaeffer, 1848
- ?Zelus vittaticeps  Stål, 1866
- Zelus xouthos Zhang & Hart, 2016